# Constantin Gâlcă
Constantin Gâlcă (Bucarest, 8 de març 1972) és un exfutbolista professional romanès que jugava com a centrecampista defensiu, i actualment entrenador de futbol.
Va desenvolupar la seva carrera a la Lliga espanyola a partir de 1996, quan va fer el salt des de la lliga del seu país natal. Com a entrenador del FC Steaua București ha aconseguit la Lliga, la Copa i la Copa de Lliga, la temporada 2015-2016, fitxant pel RCD Espanyol en 14 de desembre de 2015, sent substituït per Enrique Sánchez Flores quan acaba la temporada.